# Tema musicale di Super Mario Bros.
Ground Theme è il celebre tema musicale apparso per la prima volta nel livello 1-1 di Super Mario Bros., videogioco pubblicato il 13 settembre 1985 in esclusiva per Nintendo Entertainment System; il tema ha un ritmo di genere calypso, ma sono presenti anche versioni orchestrate.
Dalla sua prima apparizione in Super Mario Bros., è diventato il tema principale della serie ed è udibile in quasi tutti i titoli del franchise; è inoltre considerato il brano più famoso nella storia dei videogiochi.

## Composizione
È il tema più complesso presente nel videogioco. Secondo quanto affermato da Kōji Kondō stesso, prima di comporre il brano definitivo ha provato numerose volte a scrivere un pezzo, ma il team di sviluppo l'ha ripetutamente scartato, in quanto non spingeva all'azione e non era ben sincronizzato con i movimenti di Mario. Ha utilizzato soltanto una piccola tastiera per comporre il tema. Kōji Kondō ha anche affermato che l'ispirazione gli venne nell'osservare il modo in cui un progetto di base si evolveva pian piano nel vero videogioco.
A Kondo venne data totale libertà e creatività per le composizioni di Super Mario Bros., e collaborò con Shigeru Miyamoto, lo sviluppatore principale del gioco. Miyamoto provava spesso a condividere le sue idee per la composizione del tema con Kondo, ma non riuscì mai a spiegare con chiarezza le sue intenzioni. È stata infine composta con un ritmo latino. Tuttavia, quando il tempo disponibile per completare il livello sta per scadere, il ritmo accelera. Kondo lo considera il brano più orecchiabile che abbia mai composto.

## Riconoscimenti
In un articolo riguardo Koji Kondo, Chris Kohler del sito web Wired descrisse il tema come una delle canzoni più famose al mondo, che «entra in testa e non esce facilmente». Jeremy Parish di 1UP.com l'ha nominata una delle tracce più memorabili della storia dei videogiochi. Lo scrittore Rick Healey di Netjak ha commentato che, per quanto MTV abbia provato più volte a creare la canzone più famosa degli anni '80, Koji Kondo, con questo tema, riuscì a vincere ogni sfida. Gli scrittori Jeff Dickerson e Luke Smith di The Michigan Daily scrissero che «se chiedessimo ad un qualunque studente di canticchiare il tema, finirebbero col cantarlo tutto».
Il compositore Tommy Tallarico lodò Koji Kondo, dichiarando che fu la sua più grande ispirazione, e commentando che, la prima volta che udì il tema, capì che il successo della musica per videogiochi era appena iniziato. Il doppiatore di Mario, Charles Martinet, disse «la prima volta che provai Super Mario Bros., iniziai più o meno alle 4 di pomeriggio e finì la sera. Andai a dormire, chiusi gli occhi e riuscivo ancora a sentire quella canzone -- ba dum bum ba dum DUM!». Il famoso compositore Nobuo Uematsu, ricordato soprattutto per aver composto le musiche della saga di Final Fantasy, nominò Koji Kondo uno dei più grandi compositori di musica per videogiochi di tutti i tempi. Ha anche commentato che «chiunque abbia avuto a che fare con Super Mario Bros. negli anni '80 non dimenticherà mai quel tema per il resto della sua vita». Ha aggiunto in seguito che cambiò per sempre la cultura giapponese, e che «dovrebbe diventare l'Inno Nazionale».

## Altri media
Il tema è stato utilizzato anche in altri media, incluso un anime e il cartone animato The Super Mario Bros. Super Show. La canzone può anche essere udita per alcuni attimi durante l'inizio del film Super Mario Bros..